# 尼里约-沃洛尼亚
尼里约-沃洛尼亚（法語：Nurieux-Volognat，法語發音：[nyʁjø vɔlɔɲa]）是法国安省的一个市镇，位于该省中北部，属于楠蒂阿区。该市镇于1973年由原市镇莫尔奈（Mornay）和沃洛尼亚（Volognat）合并而成。

## 地理
尼里约-沃洛尼亚（46°10'49"N, 5°31'19"E）面积19.34 平方千米，位于法国奥弗涅-罗讷-阿尔卑斯大区安省，该省份为法国东部省份，北起汝拉省，西北接索恩-卢瓦尔省，西接罗讷省和里昂大都会，南至伊泽尔省，东与萨瓦省、上萨瓦省和瑞士接壤。
与尼里约-沃洛尼亚接壤的市镇（或旧市镇、城区）包括：布里永、贝阿尔-热奥夫雷西亚、伊泽诺尔、莱萨尔、佩里亚、圣马丹迪弗雷讷、松托纳拉蒙塔涅。

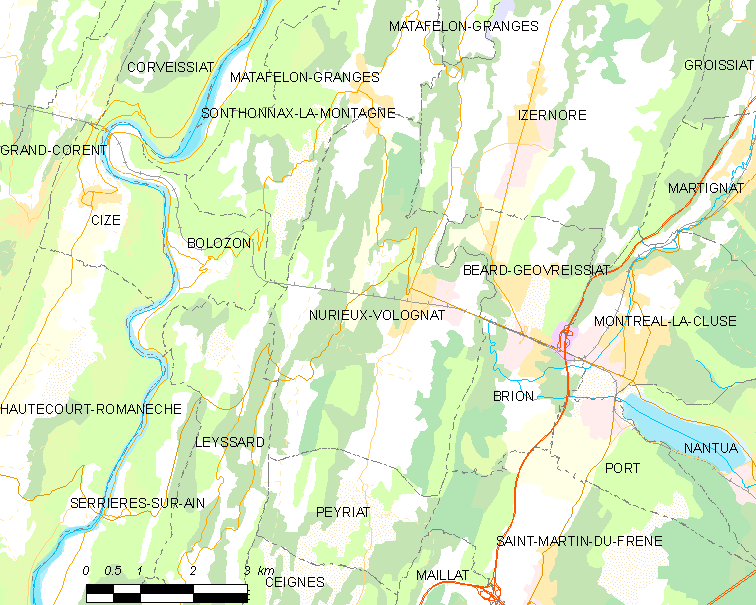
尼里约-沃洛尼亚的OSM定位图

尼里约-沃洛尼亚的时区为UTC+01:00、UTC+02:00（夏令时）。

## 行政
尼里约-沃洛尼亚的邮政编码为01460，INSEE市镇编码为01267。

## 政治
尼里约-沃洛尼亚所属的省级选区为蓬丹县。

## 人口

1962-2008年间尼里约-沃洛尼亚人口变化图示

尼里约-沃洛尼亚于2022年1月1日时的人口数量为973人。